# Probolotettix semperi
Probolotettix semperi är en insektsart som först beskrevs av Bolívar, I. 1887.  Probolotettix semperi ingår i släktet Probolotettix och familjen torngräshoppor. Inga underarter finns listade i Catalogue of Life.